# Pierre-Paul Gruel
Pour les articles homonymes, voir Gruel.
Auguste Pierre Paul Gruel (Paris, 22 mars 1800 - Paris, 24 novembre 1846) est un relieur français.

## Biographie
Pierre-Paul Gruel fait partie d'une lignée de relieurs, comprenant notamment son beau-père Gilles Louis Deforge, son épouse  Catherine Gruel–Mercier et son fils Léon Gruel. À partir de 1836, il relie essentiellement des livres de piété.
Il a eu comme élève Pierre-Marcellin Lortic.

## Distinctions
- Mention honorable à l'exposition de 1844